# 브룩 뮐러
브룩 뮐러(Brooke Mueller, 1977년 8월 19일 ~ )는 미국의 배우, 영화배우, 사교계 명사이다. 뉴욕주 엘렌빌에서 태어났다. 1998년 USA 네트워크의 TV 시트콤 《USA High》에 출연하는 것으로 배우 활동을 시작하였다.

## 영화
- 《러브 송 포 바비 롱》 (2004년) - 샌디 역
- 《섹슈얼 프렌즈》 (2008년) - 카산드라 역